# Medicinsk undersøgelse
En medicinsk undersøgelse, medicinsk test eller medicinsk prøve er en medicinsk procedure udført for at detektere, diagnosticere eller overvåge sygdomme, sygdomsprocesser, modtagelighed eller til at bestemme korrekt behandling af patienten. Medicinske undersøgelser er relateret til klinisk kemi og molekylær diagnostik og udføres typisk i et medicinsk laboratorium.
Medicinske undersøgelser anvendes mange forskellige steder i Sundhedsvæsenet af både læger, sygeplejersker og andet plejepersonale, ergoterapeuter m.fl., og kan indeholde en række forskellige målinger, undersøgelser, prøver m.v. Almindeligst blandt disse er blodprøver, puls- og blodtryksmåling, temperaturmåling o.l.
| Lægevidenskab | Spire Denne artikel om lægevidenskab er en spire som bør udbygges. Du er velkommen til at hjælpe Wikipedia ved at udvide den. |